# Cristián Jiménez
Cristián Jiménez (n. 1975; Valdivia, Chile) es un director de cine y guionista chileno. Su última película, Vida de familia, codirigida junto a Alicia Scherson, fue estrenada en la World Dramatic Competition del Festival de Sundance en 2017. Su película anterior La voz en off fue seleccionada en 2014 en la competencia oficial del Festival de Cine de San Sebastián. En 2011, su film Bonsái compitió en la Selección Oficial del Festival de Cannes 2011, en la sección Un Certain Regard.

## Carrera
Estudió sociología en la Universidad Católica, en la Universidad de Heidelberg y en la London School of Economics antes de dedicarse al Cine. 
Ha realizado los cortometrajes Ríndete, El Gigante, Shoot Me, Hong Kong, El Tesoro de los Caracoles y XX. En 2008 coescribe y produce 199 recetas para ser feliz.
Como narrador ha sido premiado por la Municipalidad de Santiago. Formó parte del equipo de guionistas del largometraje Los Debutantes y trabajó como productor de televisión en Londres en ECM productions entre 2000 y 2003.
Su primer largometraje fue Ilusiones ópticas rodado íntegramente en la ciudad de Valdivia y en Antillanca.
También fue uno de los directores de la serie de TVN El Reemplazante, con gran éxito de crítica y audiencia.
Ha colaborado con el sitio mafi.tv.
Cuando niño soñaba con ser humorista.
Vive en París.

## Filmografía
Director
- El tesoro de los caracoles (corto, 2004)
- XX (corto, 2006)
- Ilusiones ópticas (2009)
- Bonsái (2011)
- La voz en off (2014)
- Bichos raros (2016)
- Vida de familia (2017)

Guionista
- Los Debutantes (2003)
- El tesoro de los caracoles (corto, 2004)
- XX (corto, 2006)
- 199 recetas para ser feliz (2008)
- Ilusiones ópticas (2009)
- Bonsái (2011)

Productor
- La sagrada familia (2004)
- El tesoro de los caracoles (corto, 2004)
- 199 recetas para ser feliz (2008)

Actor
- XX (corto, 2006)
- Ilusiones ópticas (2009)

## Premios
- Premio Pedro Sienna 2012: Mejor dirección (Bonsái)
- Premios Altazor 2013: Mejor dirección de TV (El Reemplazante)

Nominaciones
- Premios Altazor 2005: Mejor guion (El tesoro de los caracoles)
- Premios Altazor 2010: Mejor Dirección de cine (Ilusiones Ópticas)
- Premios Altazor 2014: Mejor Dirección de TV (El Reemplazante)

Selección oficial
- Festival de Cannes 2011 (Bonsái)
- Festival de San Sebastián 2014 (La Voz en Off)

## Videoclips
Director
- MIKA The Origin Of Love (2012)